# ベスト・オブ・カーディガンズ
『ベスト・オブ・カーディガンズ』（Best of）は、2008年にリリースされたカーディガンズのベスト・アルバム。

## 概要
- グループ初のベスト・アルバム、通常盤と2枚組のデラックス・エディションの2種類が発売された。

## 収録曲

### Disc1
1. ライズ&シャイン
2. シック&タイアード
3. アフター・オール…
4. カーニヴァル
5. ダディズ・カー
6. ラヴフール
7. ビーン・イット
8. ルーザーズ
9. ウォー
10. マイ・フェイヴァリット・ゲーム
11. イレイス/リワインド
12. ハンギング・アラウンド
13. ハイアー
14. フォー・ホワット・イッツ・ウォース
15. ユア・ザ・ストーム
16. リヴ・アンド・ラーン
17. コミュニケーション
18. ワインは美味しく、あなたは優しく
19. ドント・ブレーム・ユア・ドーター (ダイアモンド)
20. ゴッドスペル
21. ボーナス・トラック
22. バーニング・ダウン・ザ・ハウス feat.トム・ジョーンズ

### Disc2
1. プー・ソング
2. アフター・オール…（デモ'93）
3. アイ・フィギュアード・アウト（デモ'93）
4. ライカ
5. プレイン・パレード
6. エマーデイル
7. カーニヴァル（パック・ヴァージョン）
8. ハッピー・ミール1
9. ナスティ・サニー・ビーム
10. ブラー・ブラー・ブラー
11. ルーザーズ（ファースト・トライ）
12. カントリー・ヘル
13. ラヴフール（パック・ヴァージョン）
14. ウォー（ファースト・トライ）
15. デュース
16. ザ・ロード
17. ホールド・ミー（ミニ・ヴァージョン）
18. ホールド・ミー
19. チャンスがあれば
20. フォー・ザ・ボーイズ
21. レス・ライク・ミー
22. スローダウン・タウン
23. ギヴ・ミー・ユア・アイズ
24. スロー